# 沈维基
沈维基，浙江海宁人，是一名清朝政治人物。副贡出身。
沈维基曾于乾隆三十九年(1774年)接替刘秉钧任延平府知府一职，乾隆四十二年(1777年)由万绵前接任。